# William Smith (baloncestista)
William A. "Bill" Smith (Rochester, Nueva York, 14 de febrero de 1949) es un exjugador de baloncesto estadounidense que disputó dos temporadas en la NBA. Con 2,13 metros de estatura, jugaba en la posición de pívot.

## Trayectoria deportiva

### Universidad
Jugó durante tres temporadas con los Orangemen de la Universidad de Syracuse, en las que promedió 20,7 puntos y 12,9 rebotes por partido. En su segunda temporada, en un partido ante Lafayette, anotó 47 puntos, anotando 17 de 23 lanzamientos a canasta, lo cual es hoy en día el récord de anotación individual en su universidad. Sin embargo, ese mismo año, en un partido ante West Virginia, golpeó a un árbitro tras señalarle su quinta falta personal, por lo que fue suspendido por el resto de la temporada.

### Profesional
Fue elegido en la cuadragésimo segunda posición del Draft de la NBA de 1971 por Portland Trail Blazers, y también por Pittsburgh Condors en el puesto 35 del draft de la ABA, firmando por los primeros. Allí jugó dos temporadas de forma intermitente, siendo la mejor la primera de ellas en la que promedió 8,3 puntos y 6,1 rebotes por partido.

## Estadísticas de su carrera en la NBA

### Temporada regular
| Temporada | Edad | Equipo                 | Liga | P  | TIT | MIN  | TC  | TCA | %TC  | 3P | 3PA | %3P | TL  | TLA | %TL  | R.OF. | R.DEF. | REB | ASIS | ROB | TAP | PER | FP  | PTS |
| 1971-72   | 22   | Portland Trail Blazers | NBA  | 22 |     | 20.4 | 3.3 | 7.9 | .416 |    |     |     | 1.7 | 2.9 | .594 |       |        | 6.1 | 0.9  |     |     |     | 3.3 | 8.3 |
| 1972-73   | 23   | Portland Trail Blazers | NBA  | 8  |     | 5.4  | 1.1 | 1.9 | .600 |    |     |     | 0.6 | 1.0 | .625 |       |        | 1.0 | 0.1  |     |     |     | 1.0 | 2.9 |
| Total     |      |                        | NBA  | 30 |     | 16.4 | 2.7 | 6.3 | .431 |    |     |     | 1.4 | 2.4 | .597 |       |        | 4.8 | 0.7  |     |     |     | 2.7 | 6.8 |